# Brompton Road
Brompton Road er en gade i Knightsbridge i bydelen Kensington & Chelsea i London. Den begynder ved Knightsbridge Station, går sydvestover til det som populært kaldes "Brompton Cross" syd for South Kensington Station, og fortsætter videre sydvestover som Fulham Road.
Gaden er en gennnemfartsåre gennem et af Londons mest velstående områder, og har mange dyre restauranter, butikker og hoteller. Brompton Road er adressen til Europas største varemagasin, Harrods.
Brompton Road må ikke forveksles med Old Brompton Road, som ligger noget længere nord og vest i South Kensington.
Brompton Oratory er en af de største katolske kirker i London. Den er særlig kendt for sin konservative liturgi, ofte med hele messen på latin.
51°29′56″N 0°09′54″V / 51.4989°N 0.165°V